# Andrea Vaccà Berlinghieri
Andrea Vaccà Berlinghieri (Montefoscoli, 3 febbraio 1772 – Orzignano, 6 settembre 1826) è stato un chirurgo italiano.

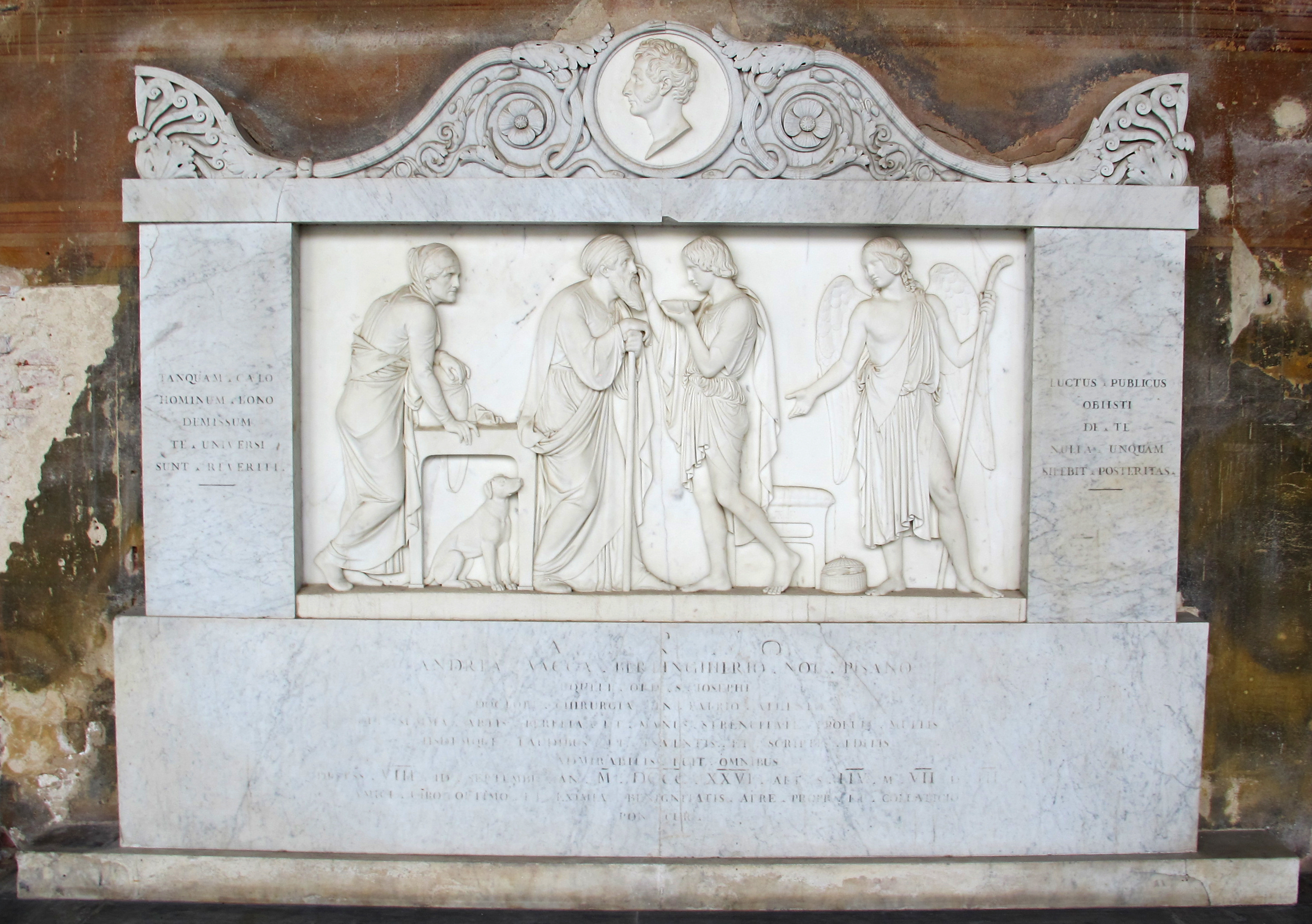
Monumento ad Andrea Vaccà Berlinghieri di Bertel Thorvaldsen nel Camposanto monumentale di Pisa

Divenne noto per la sua attenzione verso più idonee strutture ospedaliere e adeguate strumentazioni chirurgiche.

## Biografia
Andrea Vaccà Berlinghieri era figlio di Francesco Vaccà Berlinghieri (1732–1812), professore di medicina all'Università di Pisa e cugino in primo grado della madre del medico e politico Francesco Chiarenti, futuro triumviro della Toscana nel 1800-1801.
Era fratello di Leopoldo Vaccà Berlinghieri, militare, politico e diplomatico toscano di idee repubblicane, come Andrea.
Durante gli studi superiori, Berlinghieri nel 1787 fu inviato a Parigi, insieme al fratello più grande di quattro anni Leopoldo, a studiare medicina.
A Parigi ebbe come maestri Pierre Joseph Desault (1744–1795) e Jean Louis August Baudelocque (1745–1810).
Dopo due anni trascorsi a Parigi, Andrea e suo fratello si recarono a Londra, particolarmente attratti da John Hunter (1728–1793). Nel 1791 Andrea tornò a Pisa, dove si laureò in Medicina e Chirurgia.
Due anni dopo scrisse Reflessioni sul trattato di chirurgia del Sig. Begnamino Bell ed iniziò a dare lezioni universitarie molto frequentate. Nel 1799 ritornò a Parigi, dove ricevette ulteriori insegnamenti da Philippe Jean Pelletan (1747–1829), Baudelocque, Alexis de Boyer (1757– 1833) e Antoine Dubois (1756–1837).
Oltre alla medicina si dedicò allo studio della chimica, della fisica, della matematica e dell'astronomia.
Durante la sua permanenza parigina scrisse in lingua francese il Traité des maladies vénériennes (Parigi 1800).
Al suo ritorno a Pisa, Berlinghieri divenne Professore di Chirurgia e fu considerato l'iniziatore della Scuola Medica Chirurgica pisana.
Fu grande amico dell'anatomista Paolo Mascagni (1752–1815), del quale pubblicò le eccezionali tavole anatomiche.
Nel 1800 subì la repressione delle autorità (toscane) essendo stato accusato di collaborazione negli anni prima con gli occupanti francesi (il fratello Leopoldo Vaccà Berlinghieri all'epoca era capitano del Battaglione etrusco all'interno dell'Esercito francese).
Durante il suo soggiorno pisano il Poeta inglese Percy Bysshe Shelley e sua moglie Mary Shelley ebbero modo di conoscere ed apprezzare l'ormai già famoso medico pisano, condividendone anche diversi interessi (architettura, politica, poesia ed esoterismo). Dal 1820, intorno alla figura di Andrea Vaccà (Montefosocoli 1772 – Orzignano 1826), già sodale di Filippo Mazzei a Parigi, si riunirono personaggi straordinari: oltre agli Shelley anche il poeta e Carbonaro George Gordon Byron,  Leight Hunt, Lady Mason, pseudonimo di Margaret King Moore (1773–1835), già Lady Mount Cashell, impegnata nella lotta per l'emancipazione delle donne, di idee repubblicane, che aveva studiato medicina a Dresda (probabilmente vestita da uomo), discepola del Vaccà, Lady Mason aveva fondato in Pisa l'Accademia dei Lunatici e, infine, il giovane architetto Ridolfo Castinelli, pisano; essi costituirono quello che è stato definito the pisan circle1, vero e proprio “Cerchio magico” inscritto nel Triangolo d’oro massonico toscano le città di Firenze, Livorno e Pisa. Del Cerchio magico entrò a far parte anche il principe greco Alexandros Mavrokordatos (Costantinopoli 1791 – Egina 1865), iniziato alla Filikí Etería. Fu in Pisa, nel palazzo Vaccà, ubicato sul lungarno oggi intitolato a Galileo Galilei, che la causa dell’indipendenza dei Greci e la rivoluzione nazionale italiana vennero strettamente collegate, qui ebbe inizio il coinvolgimento della Carboneria italiana nella lotta portata avanti dalla Filikí Etería; nei rapporti degli informatori della polizia granducale Andrea Vaccà è indicato come il capo della Massoneria, il capo della Carboneria in Toscana. È nel 1821 che Andrea Vaccà commissiona a Ridolfo Castinelli a costruzione di uno straordinario complesso monumentale all'interno di un boschetto delle colline pisane presso la sua fattoria di Montefoscoli (Comune di Palaia), un complesso nel quale si riflette lo schema del Tempio del re Salomone a Gerusalemme, un tempio il cui prospetto richiama il tempio di Agrippa a Roma, e un palazzo, oggi scomparso, proposto negli ultimi studi come il centro convegni dei Sublimi Maestri Perfetti di Filippo Buonarroti, il Direttorio Invisibile che controllava la Carboneria ed altre società segrete impegnate nella rivoluzione in Italia ed in Europa. Il Tempio venne inaugurato nel 1823 e, con la morte del Vaccà nel 1826, rimase inattivo; "riscoperto" nel 2000, è da allora visitabile con una suggestiva visita che rievoca l'epopea della Rivoluzione nazionale, il Risorgimento dell'Italia, in occasione di ogni luna piena. Il Tempio, proprietà della famiglia Donalisio che discende dai Vaccà, è anche sede di manifestazioni culturali di livello: mostre, concerti, seminari.
Berlinghieri è stato il primo in Italia a praticare la tecnica di John Hunter nel trattamento chirurgico della fossa poplitea.
Nella sua casa natale in Montefoscoli è stata realizzata una casa-museo dove sono esposti, oltre a trattati di medicina in varie lingue, i ferri chirurgici progettati per le sue operazioni dal grande medico e i ferri appartenuti e a suo figlio.

## Opere
Opere di Andrea Vaccà Berlinghieri:
- Riflessioni sul trattato di chirurgia di Beniamino Bell, Pisa, [s.i.t.] 1793
- Riflessioni del dottore A.V.B. sul trattato di chirurgia del sig. Bignamino Bell. Parte seconda, Pisa, Ranieri Prosperi 1794.
- Discorso d'un cittadino a' suoi confratelli, s.l., s.d. [Pisa 1799]
- Risposta del cittadino Andrea Vaccà ai suoi calunniatori, Pisa, Peverata e Compagni 1799, riportata anche ne «Il Monitore fiorentino», n. 32, 12 fiorile / 1º maggio 1799.
- Mémoires de la Société médicale d'émulation de Paris, 1800, T. III.
- Mémoire sur la structure du péritoine et ses rapports avec les viscères abdominaux.
- Mémoires de la Société médicale d'émulation de Paris, 1800, T. III.
- Traité des maladies vénériennes. Paris 1800.
- Istoria di un aneurisma poplite, operato col metodo di Hunter, Pisa, Pieraccini 1803.
- Memoria sopra l'allacciatura delle arterie. Pisa, 1819., su emeroteca.braidense.it.
- Lettere al Prof. Scarpa sulla legatura delle grosse arterie, su emeroteca.braidense.it.
- Memoria sopra l'allacciatura delle arterie, Pisa, Nistri 1819.
- Della esofagotomia e di un nuovo metodo per eseguirla. Memoria, Pisa, S. Nistri 1820.
- Lettera del professore Vaccà Berlinghieri al professore Antonio Scarpa sulla legatura delle grosse arterie e degli arti, Pisa, S. Nistri 1820.
- Memoria sopra il metodo di estrarre la pietra della vescica orinaria per la via dell'intestino retto. Pisa, S. Nistri, 1821., su emeroteca.braidense.it.
- Memoria seconda ecc. Pisa, 1820. French translation together with the previous treatise by Morin, Genève, 1823. Advocating the recto-vesical cut for stones.
- Memoria seconda sopra il metodo di estrarre la pietra dalla vescica orinaria per la via dell'intestino retto, Pisa, S. Nistri 1822.
- Memoria terza sul taglio retto-vescicale del professore V.B. e lettere sul medesimo soggetto dei sig.ri prof.ri Cavana e Giorgi, Pisa, pubblicato in Firenze, Nistri 1823.
- Istoria di una allacciatura dell'iliaca esterna e riflessioni sull'allacciatura temporanea delle grandi arterie (…), Pisa, S. Nistri 1823.
- Memoria terza sul taglio retto-vescicale del prof. Vacca Berlinghieri, e lettere sul medesimo soggetto dei Signori Cavarra e Giorgi, professori di chirurgia. Pisa, 1823., su emeroteca.braidense.it.
- Istoria di una allaciatura dell'iliaca esterna e riflessioni sull'allaciatura temporaria delle grandi arterie. Pisa, 1823., su emeroteca.braidense.it.
- Nuovo metodo di curare lo trichiasis. Omodei, Annali Universali di Medicina e Statistica, 1825., su emeroteca.braidense.it.
- Sulla litotomia nei due sessi. Quarta memoria. Pisa, 1825., su emeroteca.braidense.it.
- Della litotomia nei due sessi. Quarta memoria (…), Pisa, S.Nistri 1825
- Nuovo metodo di curare la trichiasis. Memoria del professore A. Vaccà B., Pisa, S. Nistri 1825.
- Sul nuovo metodo per curare la trichiasi. Memoria, «Biblioteca italiana», t. XL, p. 210.
- Trattato dei mali venerei di A.V.B. pubblicato in francese da P. P. Alyon ; traduzione italiana di Niccola Rasis di Cefalonia con aggiunte e Correzioni. Firenze, Tipografia Catellacci e C. 1841
- Trattato degli stringimenti dell'uretra.
- Mémoire sur les fractures des côtes.
- Memoria sulla rescisione della metà della mascella inferiore.
- Memoria sulla frattura del collo del femore